# 沃瑞棣
沃瑞棣（1954年6月—），上海人，中华人民共和国政治人物、外交官。

## 生平
1978年，沃瑞棣毕业于北京外国语学院法语系，进入中华人民共和国外交部工作，先后在外交部新闻司、驻几内亚大使馆、驻多哥大使馆任职，1991年至1992年赴法国贝桑松大学进修1年。1994年，任驻法国大使馆参赞。1997年，任外交部军控司参赞。1998年，任外交部外事管理司参赞，后升任副司长。2003年9月，出任中华人民共和国驻刚果共和国大使。2007年11月，出任中华人民共和国驻马达加斯加大使。2010年7月，自驻马达加斯加大使离任。2012年9月，出任中华人民共和国驻喀麦隆大使。2014年12月，自驻喀麦隆大使离任。